# 가모메 대교

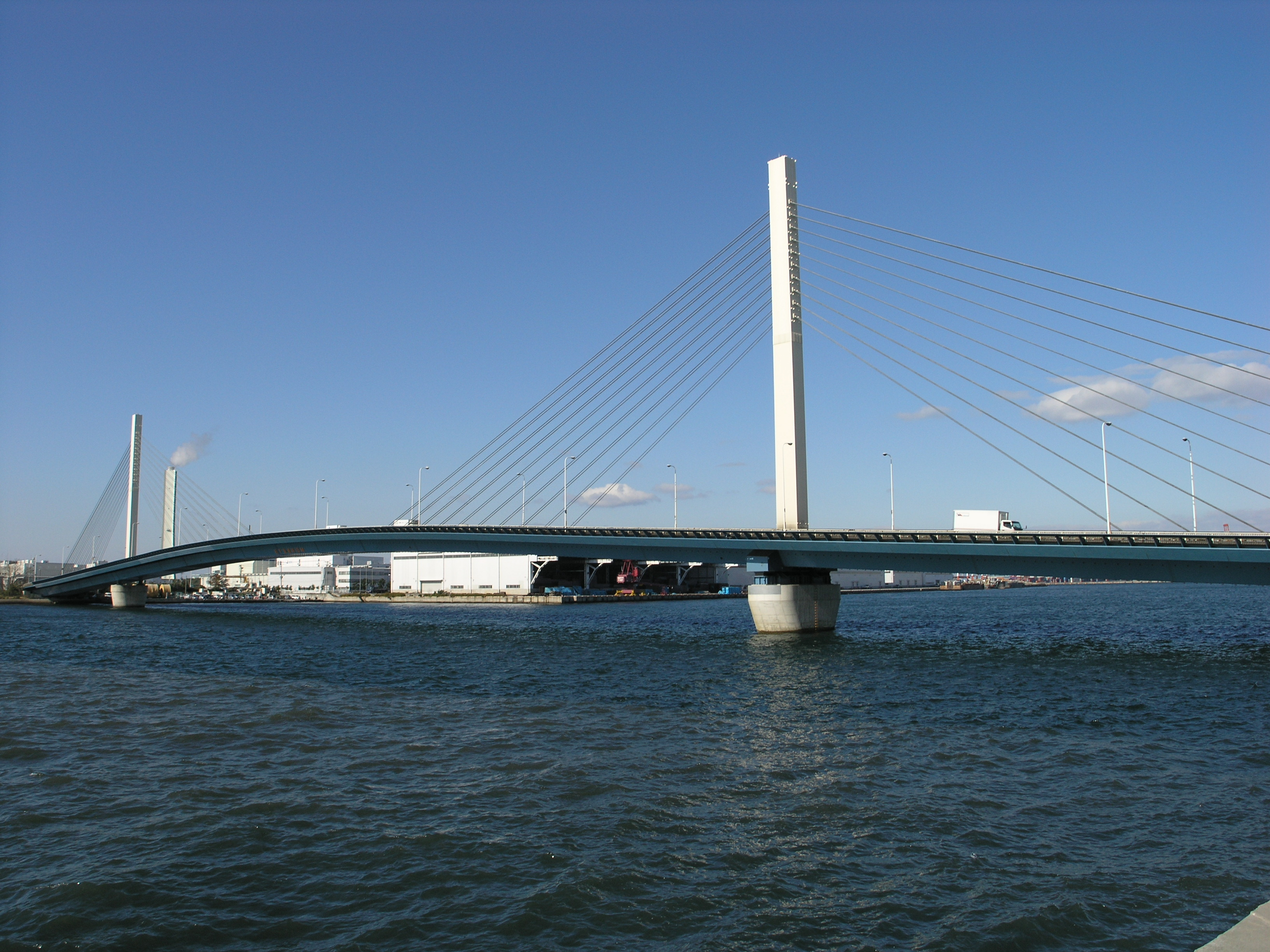
가모메 대교

가모메 대교（かもめ大橋）는, 오사카 항 난코(南港,남쪽 항구)에 지어진 다리이다. 오사카시 스미노에구 난코미나미 3쵸메와 난코미나미 4쵸메를 잇고 있다. 1975년에 개통.

## 개요
도리를 80개의 케이블로 매달아 하중을 분산시키는 구조인 멀티케이블 형식의 사장교이며, 일본에서는 처음으로 사용한 형식이었다. 1975년 토목 학회 다나카 상을 수상하였다.

### 주요 제원
- 소재지　오사카시 스미노에구 난코미나미 3쵸메 - 난코미나미 4쵸메
- 형식　3경간 연속 역사다리꼴형 사장교
- 다리 길이　442.00m
- 지간 길이　최대240.00m
- 폭　20.50m（자동차 도로 4차선＋보도측）
- 교각　벽식 철근 콘크리트
- 착공 1972년 10월
- 완성 1976년
- 공사 비용　24억엔

## 주변
- 오사카 난코 가모메 페리 터미널
- 오사카 난코 페리 터미널
- 간사이 전력난코발전소
- 난코히가시 역
- 난코미나미 출입구